# 변주곡 바단조 (하이든)
《변주곡 바단조 Hoboken 17/6》는 요제프 하이든의 가장 인기 있는 피아노 작품 중 하나이다. 변주곡은 이중 변주 의 집합 으로, 첫 번째 주제는 바단조, 두 번째 주제는 바장조이다. 각 테마의 두 가지 변형과 확장된 코다가 이어진다.
변주곡의 원고는 공연 예술을 위한 뉴욕 공립 도서관 의 음악부가 소유하고 있다. 2009년 하이든 200주년을 위해 G. Henle Verlag는 원고의 팩시밀리를 출판했다.